# 大西 (岡崎市)
大西（おおにし）は愛知県岡崎市本庁地区の町名である。現行行政地名は大西一丁目から大西三丁目。

## 地理
岡崎市中心部のやや南に位置する。

## 世帯数と人口
2019年（令和元年）5月1日現在の世帯数と人口は以下の通りである。
| 丁目       | 世帯数  | 人口    |
| ---------- | ------- | ------- |
| 大西一丁目 | 364世帯 | 830人   |
| 大西二丁目 | 264世帯 | 622人   |
| 大西三丁目 | 265世帯 | 669人   |
| 計         | 893世帯 | 2,121人 |

### 人口の変遷
国勢調査による人口の推移
| 1995年（平成7年）  | 1,568人 | [ 6 ]  |  |
| 2000年（平成12年） | 1,719人 | [ 7 ]  |  |
| 2005年（平成17年） | 1,808人 | [ 8 ]  |  |
| 2010年（平成22年） | 2,051人 | [ 9 ]  |  |
| 2015年（平成27年） | 2,094人 | [ 10 ] |  |

## 小・中学校の学区
市立小・中学校に通う場合、学区は以下の通りとなる。
| 丁目       | 番・番地等 | 小学校               | 中学校             |
| ---------- | ---------- | -------------------- | ------------------ |
| 大西一丁目 | 全域       | 岡崎市立竜美丘小学校 | 岡崎市立竜海中学校 |
| 大西二丁目 | 全域       | 岡崎市立竜美丘小学校 | 岡崎市立竜海中学校 |
| 大西三丁目 | 全域       | 岡崎市立竜美丘小学校 | 岡崎市立竜海中学校 |

## 歴史

### 沿革
- 1988年（昭和63年）5月21日 - 竜美ヶ丘土地区画整理組合の事業により大西町、明大寺町の一部が大西1丁目に、大西町の一部が大西2丁目及び3丁目になった[1]。

### 史跡
- 全寿寺遺跡
- 仁田遺跡
- 南ヶ原古墳
- 新居第1号墳
- 新居第2号墳
- 棚田第1号墳
- 棚田第2号墳
- 棚田第3号墳
- ビンカ山第1号墳
- ビンカ山第2号墳

## 交通
道路
- 愛知県道26号岡崎環状線（竜東メーンロード）
- 都市計画道路岡崎一色線[12]

バス
- 名鉄バス竜美丘・日名町線

## 施設

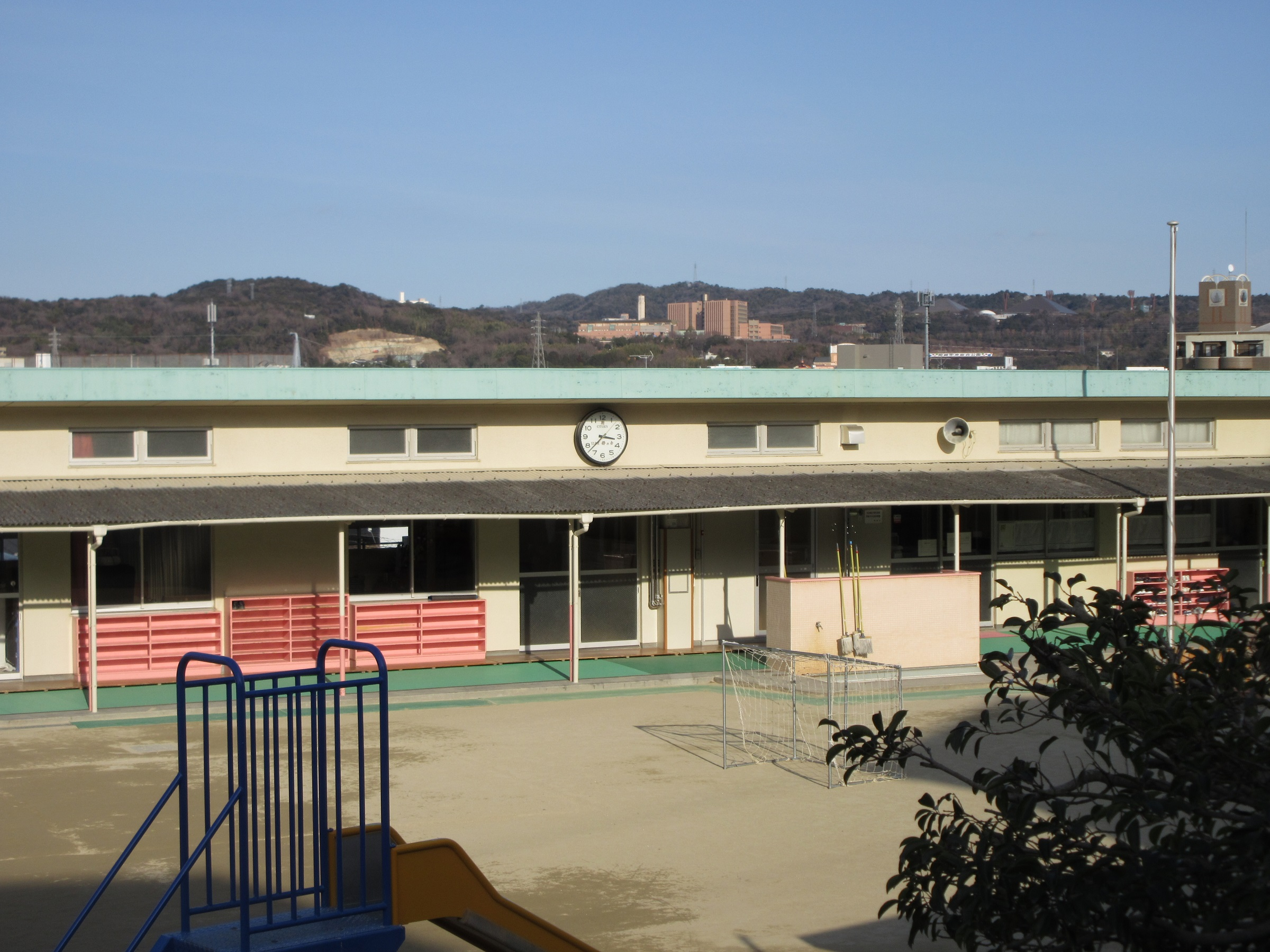
岡崎市大西保育園

一丁目
- 岡崎市大西保育園
- 大西公園
- V・drug 東岡崎店
- ガスト 東岡崎店
- モスバーガー 岡崎大西店
- 日本自動車連盟 岡崎事務所
- 徳正寺

二丁目
- ファミリーマート 岡崎大西2丁目店
- コメダ珈琲店 岡崎大西店
- なか卯 岡崎大西店
- はま寿司 岡崎大西店
- 白鳥神社
- 宮ノ入公園

三丁目
- メガネの愛眼 岡崎大西店
- まいどおおきに岡崎食堂

## その他

### 日本郵便
- 郵便番号 : 444-0871[4]（集配局：岡崎郵便局[13]）。

## 参考資料
- 「角川日本地名大辞典」編纂委員会 編『角川日本地名大辞典 23 愛知県』角川書店、1989年3月8日。ISBN 4-04-001230-5。
- 有限会社平凡社地方資料センター 編『日本歴史地名体系第23巻 愛知県の地名』平凡社、1981年。ISBN 4-582-49023-9。